# Numidídeos
Numididae é uma família de aves pertencente à ordem Galliformes.
Um dos mais conhecidos representantes dessa família é a pintada-da-guiné, originária do continente africano.
A família dos numidídeos divide-se em:
- Pintada-de-peito-branco, Agelastes meleagrides
- Pintada-preta, Agelastes niger
- Pintada-da-guiné, Numida meleagris
- Pintada-plumífera, Guttera plumifera
- Pintada-de-crista, Guttera pucherani
- Pintada-vulturina, Acryllium vulturinum